# Министарски савет Краљевине Србије
Министарски савет Краљевине Србије је био централни управни орган у Краљевини Србији.

## Састав
Према Уставу за Краљевину Србију (1903) на врху државне службе се налазио Министарски савет који је стајао непосредно под краљем. Министарски савет су састављали министри наименовани за поједине струке управе и председник Министарског савета. Он је могао бити без портфеља. Председника Министарског савета и министре је постављао краљ указом.
Министри су били одговорни краљу и Народној скупштини за своја службена дела. Они су имали право да оптуже министре: за издају земље и владаоца, за повреду Устава и уставних права српских грађана, за примање мита, за оштећење државе из користољубља и за повреду закона у случајевима које је одређивао нарочити закон о министарској одговорности. Предлог да се министар оптужи морао се учинити написмено, морао је садржавати тачке оптужења и бити потписан најмање од двадесет посланика. Да би се министар ставио под суд био је потребан пристанак две трећине гласова свих присутних чланова Народне скупштине. Оптуженом и под суд стављеном министру је судио Државни суд састављен од чланова Државног савета и чланова Касационог суда.
Министри у служби и на располагању су задржавали мандат народног посланика.

## Делокруг
Министарски савет Краљевине Србије је наследио Министарски савет из периода Кнежевине Србије чије је уређење било прописано Устројством централне државне управе (1862) односно Намесничким уставом (1869). Тадашњи Советъ министерскій постојао је да би се пројекти закона и уредби и све важне мере и наредбе свестрано и зрело могле претресати и решавати, као и да би се одржало јединство и једнообразност у пословима владе и управе.
Извршну власт је имао краљ и вршио је преко својих одговорних министара. Ниједан краљев акт који се односио на државне послове није имао снаге нити се смео извршити ако га није премапотписао надлежни министар који је самим тим за њега био одговоран.
Министарски савет је:
- заступао краља и вршио уставну краљевску власт ако наследник престола није био пунолетан или ако је био спречен;
- привремено вршио уставну краљевску власт у свим случајевима у којима су се бирали краљеви намесници;
- узимао краљевску власт у своје руке када би престо остао без наследника и најдаље за месец дана од краљеве смрти сазивао Велику народну скупштину која би решавала о престолу.

Право предлагања закона припадало је и краљу и Народном представништву. Влада је могла повући натраг законски предлог који је поднела док Народна скупштина још није о њему коначно решила.

## Министарства
- Министарство иностраних дела
- Министарство унутрашњих дела
- Министарство правде
- Министарство финансија
- Министарство просвете и црквених дела
- Министарство војно
- Министарство грађевина
- Министарство народне привреде